# توبترون
توبترون أو توبتيرون (بالإنجليزية: Topterone)‏‏ (INN، USAN) (اسم الرمز التنموي-WIN-17665)، والمعروف أيضا باسم (17α-propyltestosterone) أو (propyltestosterone) أو (17α-propylandrost-4-en-17β-ol-3-one)، هو مضاد أندروجين ستيرويدي، وُصف لأول مرة عام 1978 وطور للإعطاء الموضعي ولكن لم يُسوق له تجاريًا نتيجةً لفعاليته المُنخفضة.